# Rue de Madagascar
La rue de Madagascar est une voie située dans le quartier de Picpus du 12e arrondissement de Paris.

## Situation et accès
La rue de Madagascar est accessible à proximité par la ligne de métro 8 à la station Michel Bizot ainsi que par la ligne 3a du tramway d'Île-de-France à la station Porte de Charenton.

## Origine du nom
Cette rue porte le nom de Madagascar, île de l’océan Indien, en 1884. Cet odonyme marque l’intérêt de la France pour Madagascar en 1884 : malgré l’expédition de 1880-1881, la France n’a pas encore réussi à faire de la « Grande Île » une colonie ni même un protectorat.

## Historique
La voie est ouverte en 1882 et prend sa dénomination actuelle par arrêté du 30 août 1884. 

## Bâtiments remarquables et lieux de mémoire
- Au no 9, Violette Nozière y empoisonna son père et sa mère (cette dernière survécut) dans la nuit du 21 août 1933.

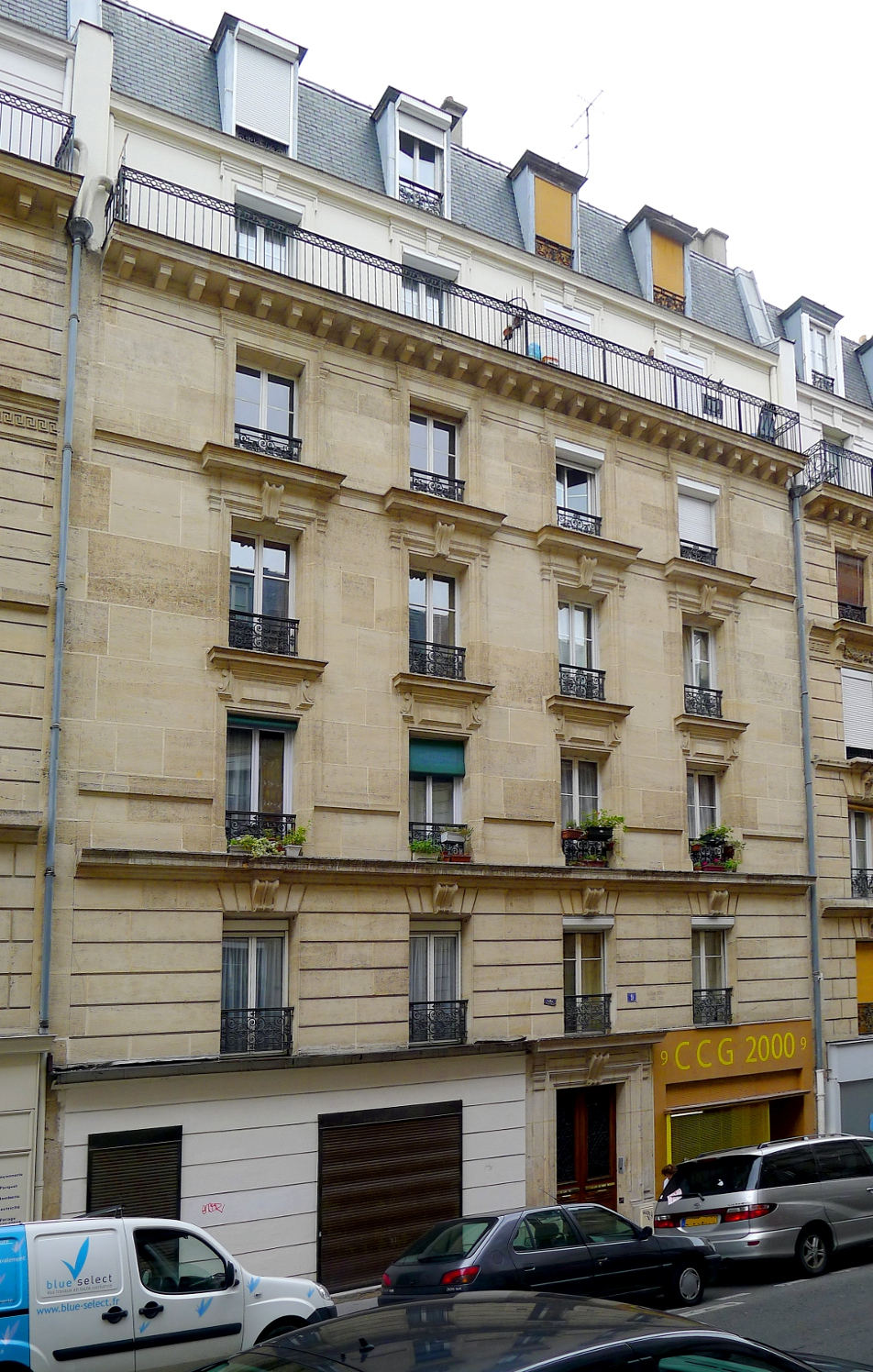
L'immeuble du no 9 en 2011.
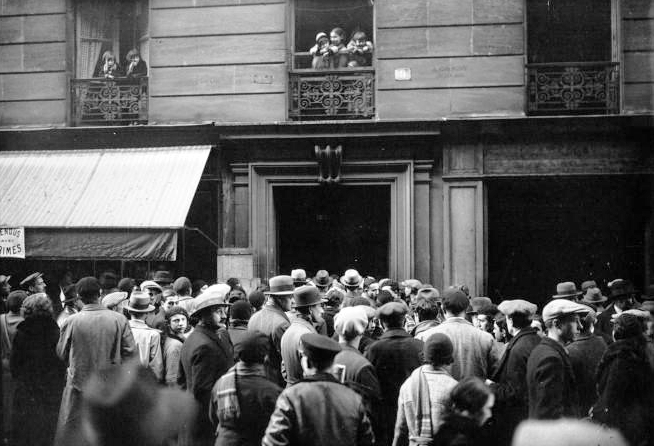
Attroupement au no 9 lors de la reconstitution du crime de Violette Nozière en 1933.